# Weslley Smith Alves Feitosa
Weslley Smith Alves Feitosa, meglio noto come Weslley (Uruçuí, 21 aprile 1992), è un calciatore brasiliano, attaccante dell'Atlético Piauiense.